# Евстафий (Эфстафиу)
Митрополи́т Евста́фий Эфстафи́у (греч. Μητροπολίτης Ευστάθιος Ευσταθίου; 20 апреля 1910, Кос — 1 апреля 1982) — епископ Александрийской православной церкви, титулярный митрополит Пентапольский.

## Биография
21 мая 1931 году Патриархом Александрийским Мелетием II был рукоположён в сан диакона.
1 ноября 1936 года Патриархом Александрийским Николаем V был рукоположён в сан пресвитера.
В 1951 году окончил богословский факультет Афинского университета.
25 января 1959 года хиротонисан во епископа Аккрского с возведением в сан митрополита. Хиротонию совершили: митрополит Пилусийский Парфений (Даниилидис), митрополит Леонтопольский Константин (Кацаракис), митрополит Нубийский Синесий (Ласкаридис), митрополит Карфагенский Парфений (Койнидис) и епископ Мареотидский Варнава (Фотарас).
С 24 сентября по 1 октября 1961 года в составе делегации Александрийской православной церкви участвовав в работе I Всеправославного совещания на греческом острове Родос.
26 ноября 1976 года уволен на покой с назначением титулярным митрополитом Пентапольским.
Скончался 1 апреля 1982 года.